# La Découverte du cadavre d'Holopherne
La Découverte du cadavre d'Holopherne (en italien : Scoperta del cadavere di Oloferne) est un tableau, peint vers 1470 par Sandro Botticelli.
Cette tempera sur panneau de petit format, 31 × 25 cm et son pendant, Le Retour de Judith à Béthulie, conservés au musée des Offices de Florence, illustrent l'épisode biblique décrit dans les livres deutérocanonique et apocryphe de Judith, et l'assassinat du général assyrien Holopherne par une jeune et belle veuve juive, Judith.
Leurs petites dimensions semblent de toute évidence se rapporter à une peinture d'usage privé, destinée à être vue de près.

## Le récit biblique
Sous le règne de Manassé, successeur de son père Ézéchias à la tête du royaume de Juda, le pays est conquis par Holopherne, le général en chef de Nabuchodonosor II, désireux d'annexer à son empire les pays voisins et de se faire adorer comme le seul Dieu 

« Mais il n'en dévasta pas moins leurs sanctuaires et coupa leurs arbres sacrés, conformément à la mission reçue d'exterminer tous les dieux indigènes pour obliger les peuples à ne plus adorer que le seul Nabuchodonosor et forcer toute langue et toute race à l'invoquer comme dieu. »

— Judith 3.8
Holopherne et ses hommes assiègent bientôt Béthulie, une place forte située sur une montagne de Judée et s'emparent de la source qui ravitaille en eau la ville, un stratagème afin d'obliger la population à se livrer aux envahisseurs

« Durant 34 jours l'armée assyrienne, fantassins, chars et cavaliers, les tint encerclés. Les habitants de Béthulie virent se vider toutes les jarres d'eau et les citernes s'épuiser. On ne pouvait plus boire à sa soif un seul jour, car l'eau était rationnée. Les enfants s'affolaient, les femmes et les adolescents défaillaient de soif. Ils tombaient dans les rues et aux issues des portes de la ville, sans force aucune. »

— Judith 7.20-22
Épuisés et résignés, tous les habitants se réunissent autour d'Ozias, le prince de la cité ; ils décident de prier leur Seigneur Dieu durant cinq jours à l'issue desquels ils se livreront aux assyriens si aucun secours ne leur parvient
C'est dans ce contexte qu'intervient l'action de Judith, une jeune et belle femme, d'une grande sagesse et très pieuse depuis son veuvage survenu trois ans auparavant. Elle rencontre Ozias et d'anciens chefs de la ville, leur fait part d'un plan, sans en dévoiler la nature, afin de sauver son peuple

« Écoutez-moi bien. Je vais accomplir une action dont le souvenir se transmettra aux enfants de notre race d'âge en âge. Vous, trouvez-vous cette nuit à la porte de la ville. Moi, je sortirai avec ma servante et, avant la date où vous aviez pensé livrer la ville à nos ennemis, par mon entremise le Seigneur visitera Israël. Quant à vous, ne cherchez pas à connaître ce que je vais faire. Je ne vous le dirai pas avant de l'avoir exécuté. »

— Judith 8.32-34
Parée de ses plus beaux atours, 

« [...] elle se fit aussi belle que possible pour séduire les regards de tous les hommes qui la verraient. »

— Judith 10.4
Judith parvient au camp d'Holopherne ; elle précise au général son plan, d'inspiration divine, destiné à lui livrer les Hébreux. Séduit et convaincu par la sagesse de ses paroles, Holopherne la laisse agir en toute liberté, lui permettant même, chaque soir, de sortir du camp pour aller adorer son Dieu

« [...] Moi, ta servante, je sortirai de nuit dans le ravin et j'y prierai Dieu afin qu'il me fasse savoir quand ils auront consommé leur faute. »

— Judith 11.17
Le quatrième soir, Holopherne donne un grand banquet, où sont invités ses officiers et Judith, qui a su gagner sa confiance. À la fin du repas, Judith 

« fut laissée seule dans la tente avec Holopherne effondré sur son lit, noyé dans le vin. »

— Judith 13.2
C'est le moment idéal pour mettre en œuvre son plan ; elle invoque le Seigneur en silence, puis

« Elle s'avança alors vers la traverse du lit proche de la tête d'Holopherne, en détacha son cimeterre, puis s'approchant de la couche elle saisit la chevelure de l'homme et dit : Rends-moi forte en ce jour, Seigneur, Dieu d'Israël!. Par deux fois elle le frappa au cou, de toute sa force, et détacha sa tête. Elle fit ensuite rouler le corps loin du lit et enleva la draperie des colonnes. Peu après elle sortit et donna la tête d'Holopherne à sa servante, qui la mit dans la besace à vivres, et toutes deux sortirent du camp comme elles avaient coutume de le faire pour aller prier. Une fois le camp traversé elles contournèrent le ravin, gravirent la pente de Béthulie et parvinrent aux portes. »

— Judith 13.6-10

## Données historiques
Le nom du propriétaire des deux panneaux est documenté à partir du XVIe siècle. Ils sont offerts à Bianca Cappello, la seconde épouse de François Ier de Médicis, par le sculpteur et peintre Ridolfo Sirigatti, afin de « décorer un bureau, avec des peintures et des statues antiques ». Légués à son fils Antoine de Médicis par le Grand-duc de Toscane, les deux tableaux sont répertoriés, entre 1587 et 1632, année de leur entrée dans les collections des Offices, dans l'inventaire du Casino Mediceo di San Marco. Comme le précise cet inventaire, un cadre en noyer les réunissait, constituant ainsi un diptyque. Les documents sont manquants pour confirmer que cette disposition était celle prévue à l'origine par le peintre ou le commanditaire.

## Attribution et datation
Les historiens s'accordent pour l'attribution à Botticelli, comme une œuvre de jeunesse, mais sont divisés quant à sa datation. Le rapprochement stylistique du visage de Judith, au dessin cependant moins défini, du panneau Le Retour de Judith à Béthulie, avec celui de la Force, tableau allégorique représentant cette vertu et commandé en 1470, plaide pour une exécution antérieure, soit à la fin des années 1460 ou au début de l'année 1470.

## Description

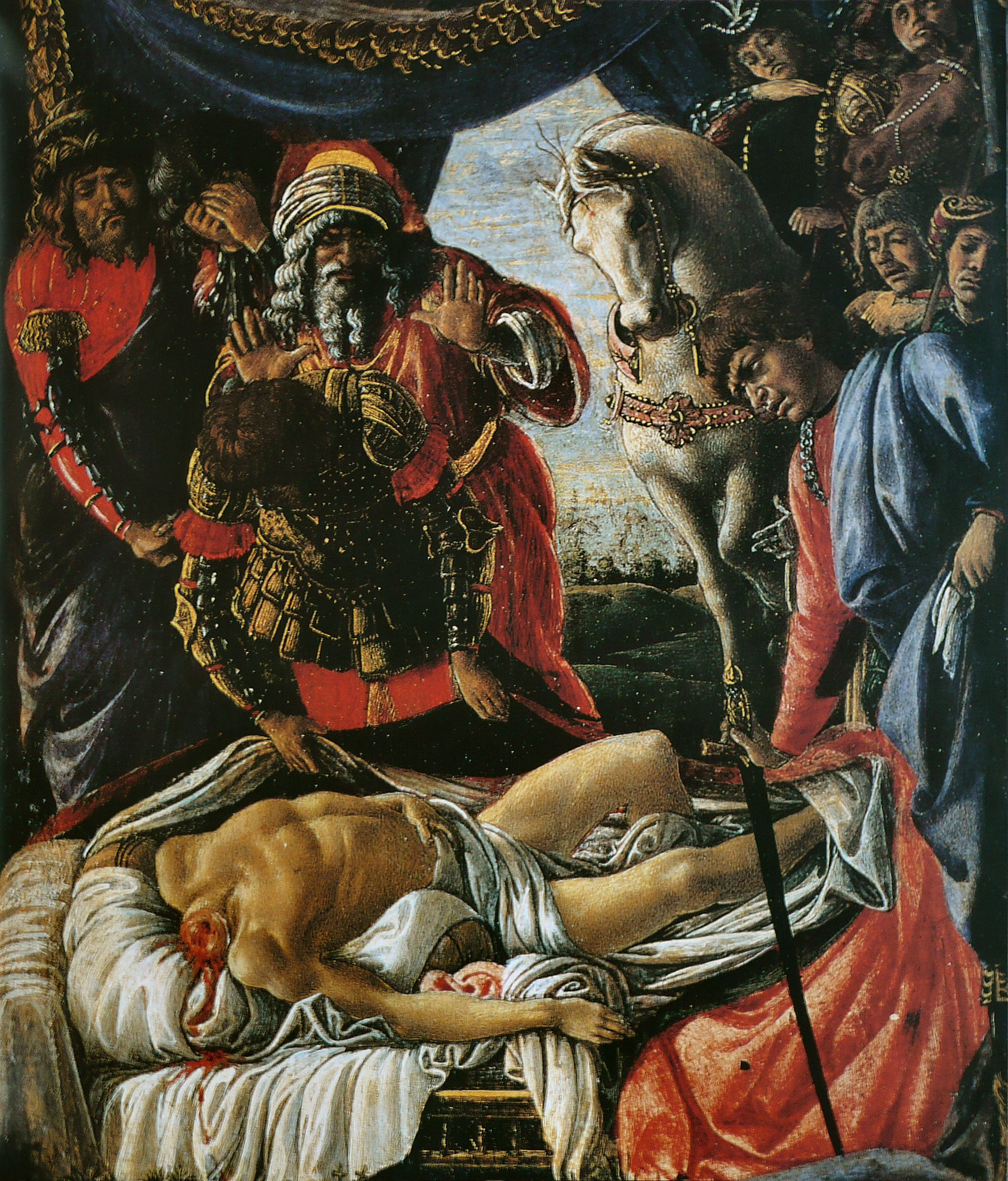
Detail

L’iconographie de Judith est traditionnellement déclinée en deux modes. Le premier la représente sortant triomphante de la tente, avec la tête d'Holopherne et le cimeterre dégainé.
Le deuxième, plus rarement représenté, narre le récit de l'histoire de Judith où la violence atteint son paroxysme avec la décollation d'Holopherne.
Botticelli élude cet acte violent et choisit les deux épisodes qui en découlent, soit la fuite du camp assyrien et le retour à Béthulie de Judith et de sa servante, puis la découverte du cadavre du général par ses officiers, objet du présent panneau.
La scène se situe à l'intérieur de la tente du chef assyrien et représente, dans un cadrage resserré, ses officiers et son escorte venant juste d'y entrer afin de le réveiller et de lui faire part de l’attaque des habitants de Béthulie.
Un officier penché sur le lit, vu dans un audacieux raccourci, soulève précautionneusement le drap et découvre, tout comme le spectateur, le corps nu, ensanglanté et sans tête de son chef. Éclairé par une lumière diffuse, l'anatomie parfaite, limitée par des contours nets et souples, de ce premier nu peint d'après modèle vivant par Botticelli renvoie à ses études sur l'Antiquité et aux modèles de Pollaiuolo. Centre d'intérêt du tableau vers lequel se dirige le regard du spectateur, le corps d'Holopherne, au premier plan, en occupe sa largeur ; aux proportions manifestement juvéniles, il est détendu, ne présente pas de torsions violentes et révèle plus un profond sommeil que les signes d'une mort violente.
L'expression réaliste des officiers et des serviteurs, de l'effroi à l'horreur, de la surprise au désarroi, contribue à l'atmosphère dramatique de la scène ; seuls, les deux cavaliers à l'arrière-plan, qui viennent d'arriver, ne montrent encore aucune émotion.
L'ouverture de la lourde draperie de la tente laisse découvrir un paysage, animé de collines et baigné d'une luminosité de début de journée.

## Analyse
Dans cette œuvre assurément de jeunesse, l'influence de la période d'apprentissage de Botticelli chez les orfèvres est reconnaissable par le soin apporté dans le traitement méticuleux de la forme.
Le peintre utilise une gamme chromatique rigoureusement limitée à trois couleurs : le blanc du cheval et des draps, le rouge du sang et des vêtements et le bleu de la tente et des vêtements, et l'harmonie de couleurs qui en résulte est beaucoup plus sombre que son pendant.
Placés les uns derrière les autres dans un espace confiné, cette disposition des personnages rappellent tout particulièrement la structure d'un relief antique.
Ronald Lightbown souligne l'incongruité entre la tête tranchée d'Holopherne, dans le pendant, emportée par la servante Abra, dont les traits, la moustache blanche et les cheveux poivre et sel sont ceux d'une personne d'âge mur et son corps décapité, manifestement celui d'un jeune homme.

## Le thème de Judith par Botticelli
Considérée comme une œuvre autographe du peintre et représentative d'une phase de préparation ou d'étude du panneau Le Retour de Judith à Béthulie, une première version de cet épisode est exécutée vers 1468-1469 ; d'un format légèrement inférieur (29,2 × 21,6 cm), elle est aujourd'hui conservée au Musée d'art de Cincinnati.
Le sujet est à nouveau abordé par Botticelli durant la dernière période de son activité avec Judith quittant la tente d'Holopherne, que conserve le Rijksmuseum d'Amsterdam. D'une tonalité plus sombre, le tableau représente Judith sortant de la tente du général assyrien, tenant d'une main sa tête tranchée et de l'autre son cimeterre dégainé.

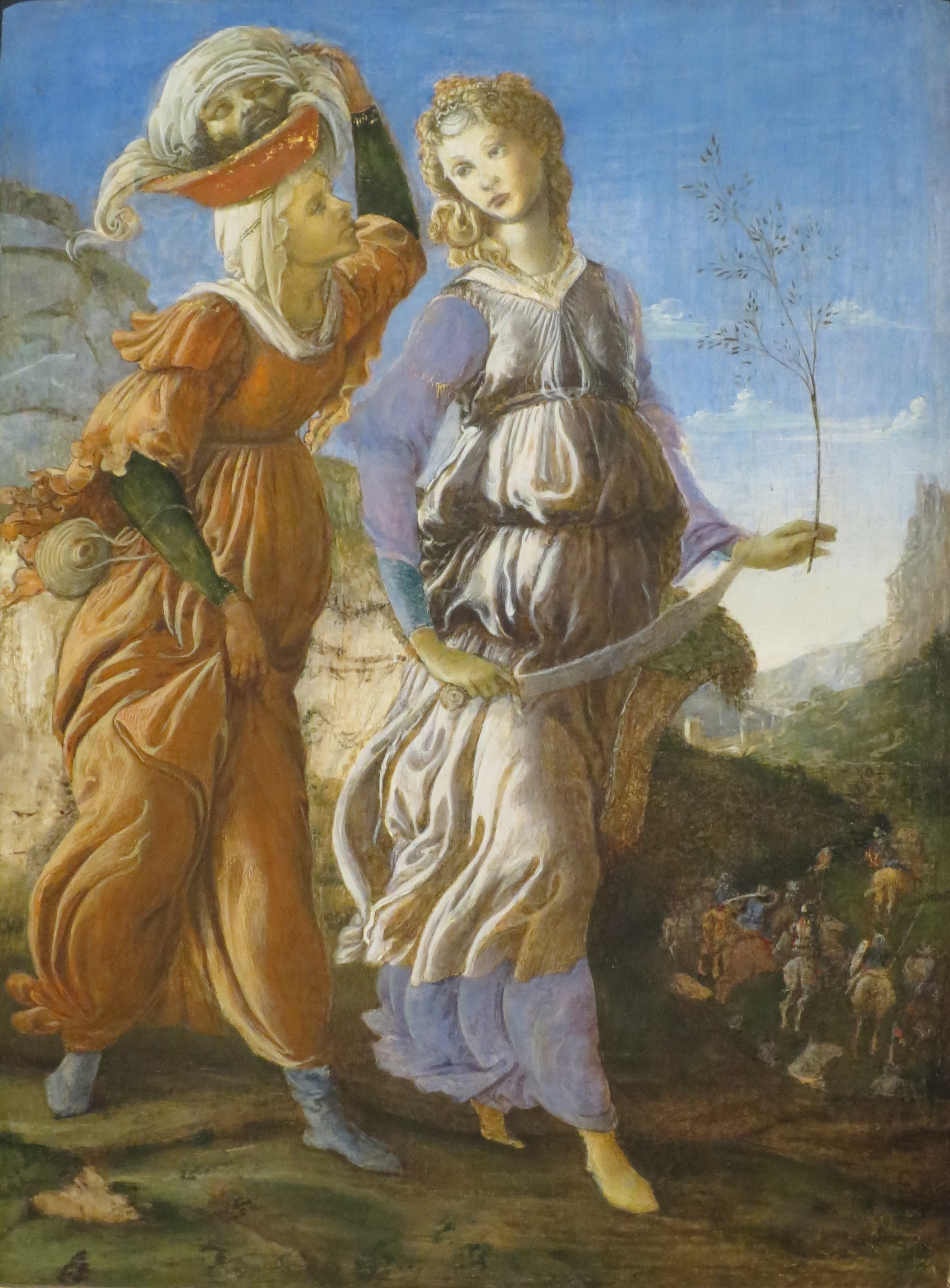
Retour de Judith à Béthulie, Musée d'art de Cincinnati.
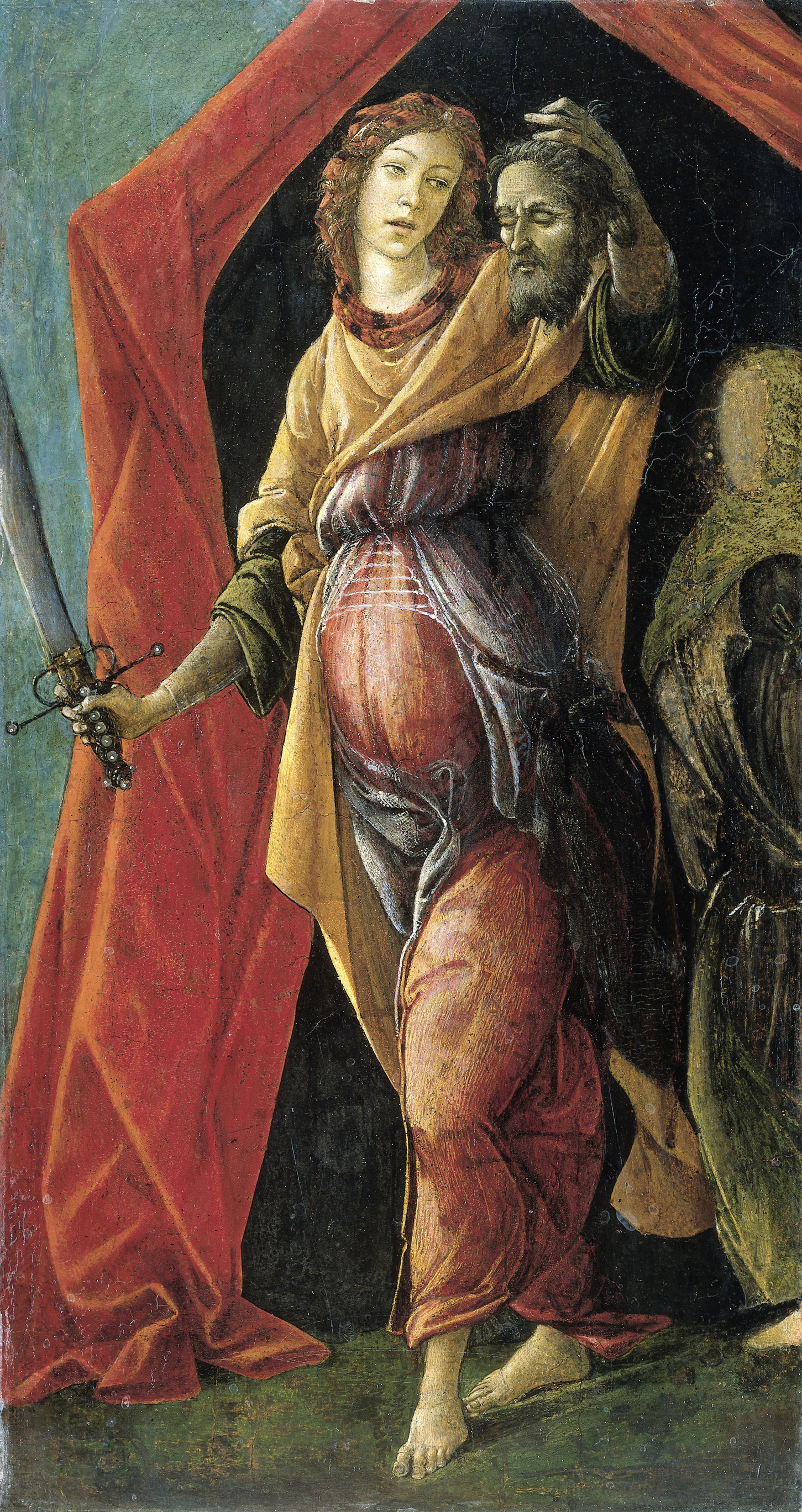
Judith quittant la tente d'Holopherne, Rijksmuseum.